# Club Sportivo Gloria
Il Club Sportivo Gloria, meglio nota come Gloria Fiume, fu una società polisportiva italiana di Fiume, città oggi in Croazia; era nota per la sua sezione calcistica ma presentò squadre anche in altre discipline. Fondato nel 1912 con la denominazione di Doria, nel 1918 cambiò denominazione in Gloria. Il 2 settembre 1926 il club si fuse con il concittadino Club Sportivo Olympia nell'Unione Sportiva Fiumana.

## Storia

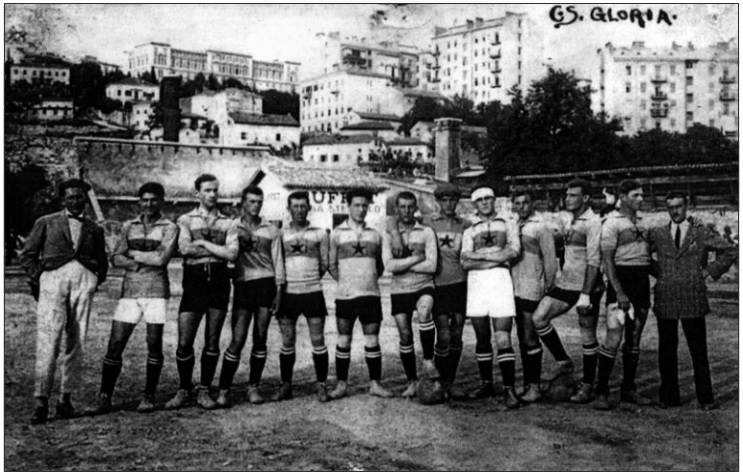
I giocatori del Gloria in posa al campetto (1923).

Fu fondato il 20 aprile 1912 al Caffè Marittimo in Piazza Adamich da esponenti del proletariato cittadino. Il club fu attivo sotto il nome di Doria fino al 17 gennaio 1918, quando fu ufficialmente ribattezzato in Club Sportivo Gloria. La casacca del CS Gloria aveva gli stessi colori della bandiera fiumana: era gialla con una striscia orizzontale rossa e una grande stella azzurra al centro. La seconda maglia era rosa.
L'Olimpia, rinominato nel 1918 Olympia, ed il Gloria furono per anni i maggiori rivali cittadini, il primo come rappresentante degli strati più abbienti della società ed il secondo come rappresentante della classe operaia, molto amato in particolare nel quartiere popolare di Zitavecia.

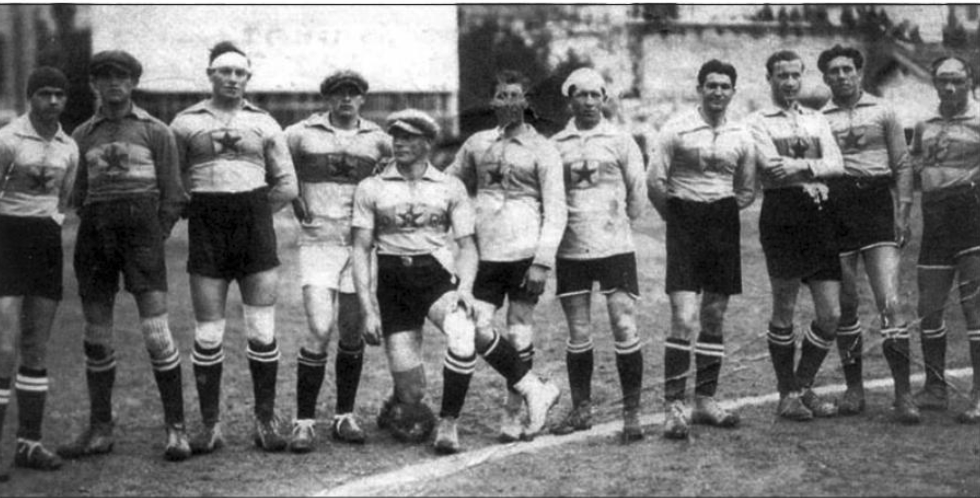
I giocatori del Gloria in posa dopo una partita (1924).

Al termine della prima guerra mondiale, con la costituzione dello Stato libero di Fiume, il Gloria, insieme all'Olympia, si affiliò al Comitato Regionale Giuliano della FIGC. Nella stagione 1923-1924 vinse il girone giuliano di Terza Divisione, battendo nello spareggio (che si disputò a Pola il 16 maggio 1924) l'ex aequo Ponziana per 2-1 dopo i tempi supplementari, e fu promossa in Seconda Divisione, il campionato cadetto dell'epoca. Sempre nel 1924 Fiume fu annessa all'Italia.
Nella stagione 1924-1925 si classificò al quinto posto nel Girone D della Seconda Divisione, mentre nella stagione 1925-1926 ottenne un quarto posto. Il 2 settembre 1926 le autorità fasciste obbligarono Gloria e Olympia alla fusione nella Unione Sportiva Fiumana.